# Ligsalz (Patrizierfamilie)

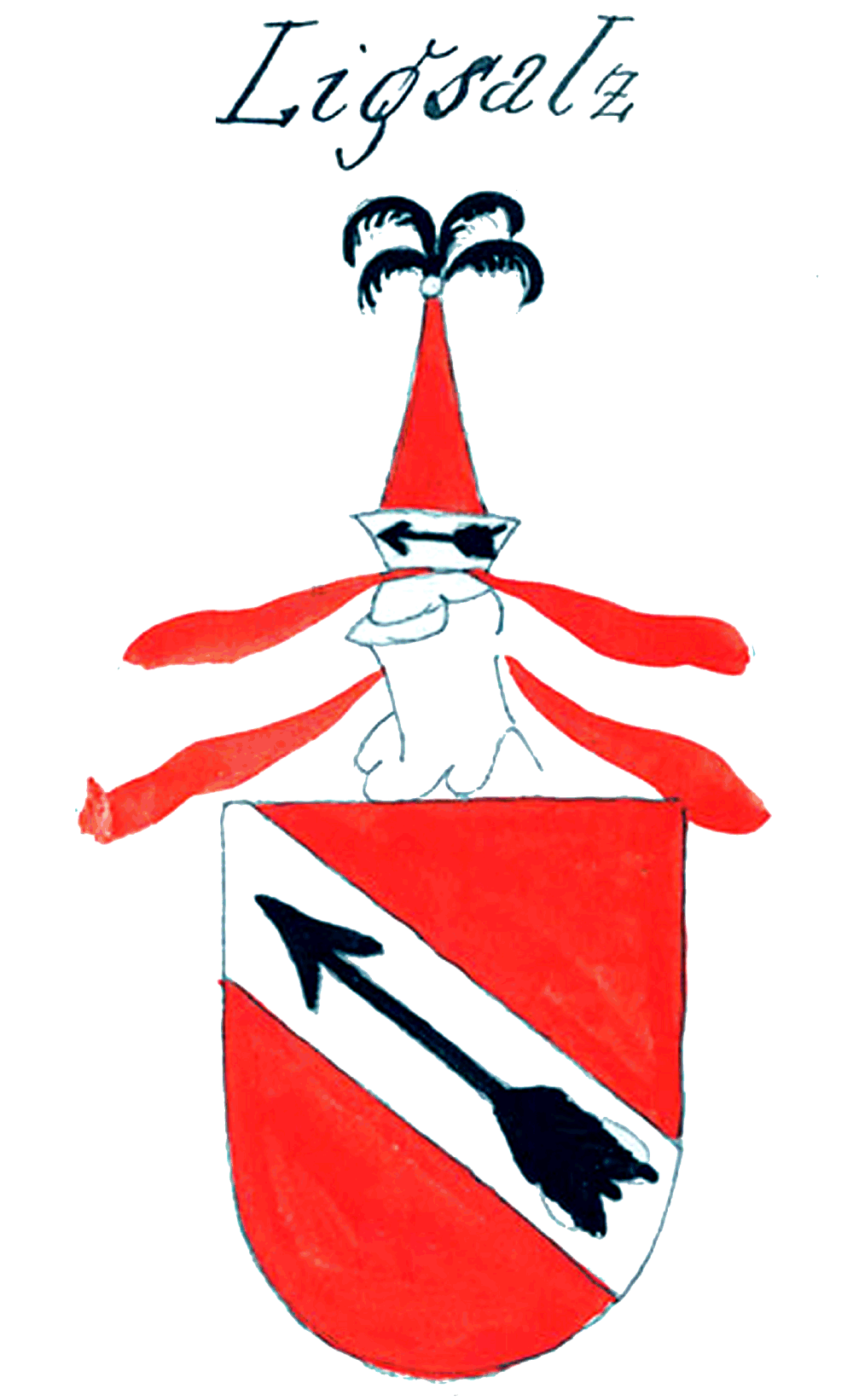
Stammwappen der Ligsalz in der Fischnaler Wappenkartei

Die Familie Ligsalz (andere Schreibweisen Liegsalz und Ligsaltz) war eine wohlhabende Münchner Patrizierfamilie, die im Jahr 1583 als Ligsalz zu Ascholding in den Adelsstand erhoben wurde.

## Geschichte
Die erste urkundliche Erwähnung stammt von ca. 1272, als ein Conrad Ligsalz mit zwei weiteren Vertretern der Bürgerschaft nach Rom reiste, um die Teilung der Pfarrei St. Peter und die gleichzeitige Erhebung der Marienkapelle zur Pfarrei Zu Unserer Lieben Frau bestätigen zu lassen. Der Familienname Ligsalz lässt sich mit Sicherheit auf den Salzhandel oder eine Salzlege zurückführen. Die Ligsalz gehörten zu den zahlreichen wohlhabenden Münchner Patriziern wie Pütrich, Katzmair, Barth oder Dichtl, die im 15. und 16. Jahrhundert an den Seen im Voralpenland ihre Schlösser anlegten, um sich im Sommer die Zeit mit Jagden und Bootsfahrten zu vertreiben. Bereits 1469 kam so die Hofmark Ascholding in den Besitz der Familie. Hofmarken werden auch in Farchach, „zu Hueb“, Deutenhofen, „Färchhausen“, „Fueßberg“ und „Randeck“ erwähnt. Von 1606 bis 1742 war auch die Hofmark Oberumbach im Besitz der Familie.
Den Kaufmann Andreas Ligsalz trieben Anleihen an die Stadt Antwerpen, die Statthalterin der Niederlande und die Könige von Spanien, England und Frankreich 1561 letztlich in den Konkurs. Die Familie Ligsalz erholte sich jedoch finanziell und wurde 1583 geadelt. 1739 starb mit Ferdinand Freiherr von Ligsalz zu Ascholding der letzte Namensträger.

## Wappen
Das Stammwappen zeigt in Rot einen silbernen Schrägbalken, darauf ein schräggelegter schwarzer Pfeil. Auf dem Helm ist ein offener oder geschlossener Flug, der das Schildzeichen wiederholt. Die Helmdecken sind rot-silbern. Dasselbe Wappen trugen im Mittelalter auch die Münchner Patriziergeschlechter Schrenck und Ridler.
Die Linie der Ligsalz zu Ascholding kombinierte das Stammwappen mit dem Wappen der Pötschner (in Rot auf grünem Dreiberg ein silbernes Salzfaß) in einem quadrierten Schild.

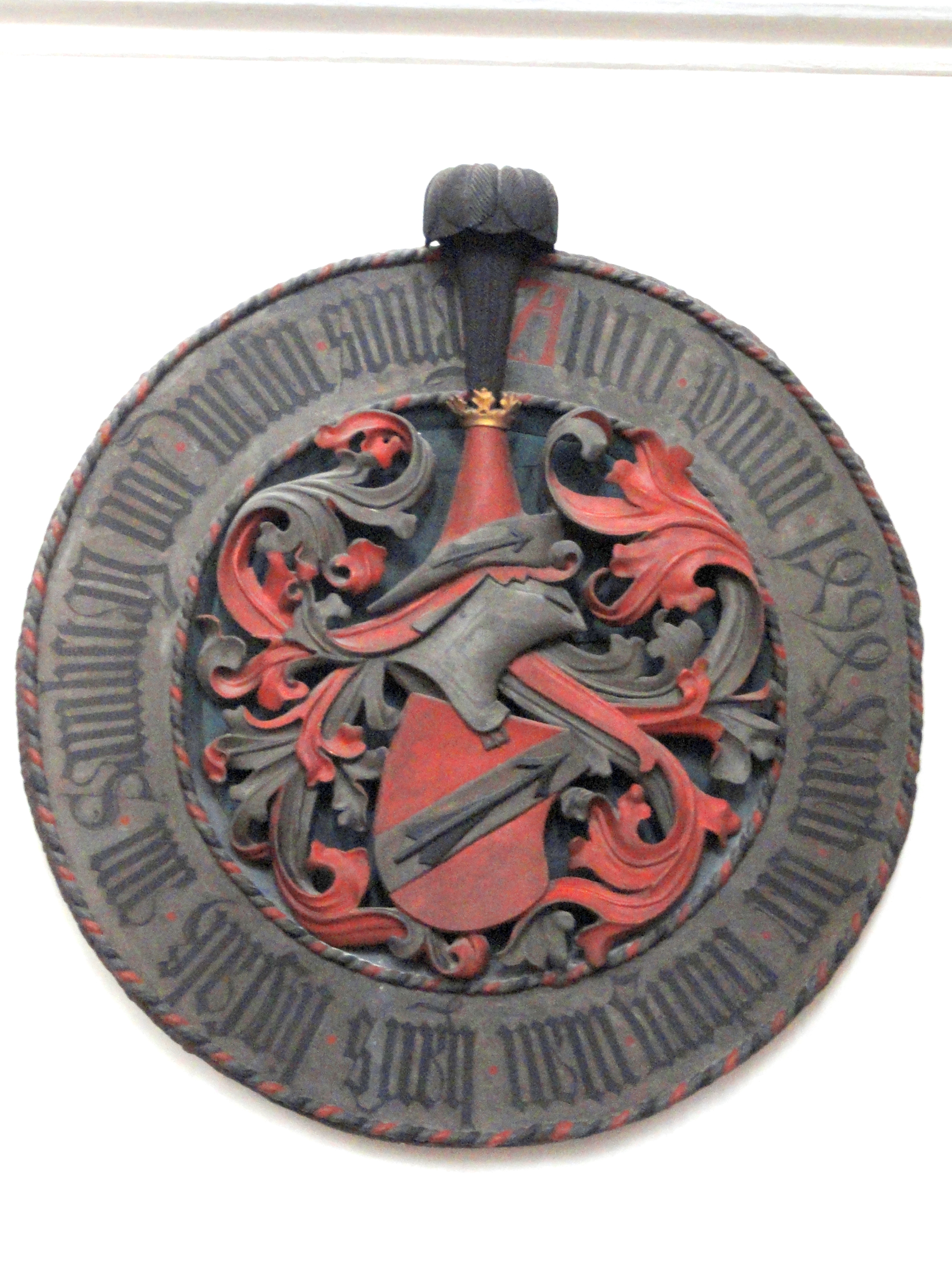
Stammwappen der Ligsalz in der Frauenkirche (München) (1494)
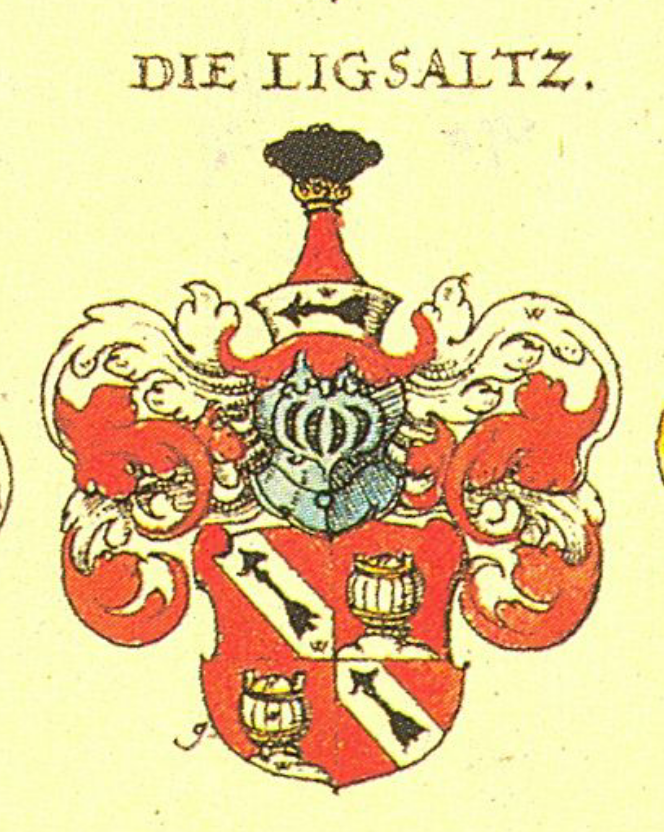
Wappen der Ligsalz zu Ascholding in Siebmachers Wappenbuch 1605